# Mark Švets
Mark Švets (* 1. Oktober 1976) ist ein ehemaliger estnischer Fußballspieler. Der Mittelfeldspieler spielte zwischen 1998 und 2001 in der estnischen Nationalmannschaft.

## Werdegang
Švets begann seine Karriere bei Tallinna Sadam. Bis zur Auflösung des Klubs nach der Fusion mit dem FC Levadia Maardu zu Levadia Tallinn spielte er für den Klub in der Meistriliiga und wurde 1996 und 1997 estnischer Pokalsieger. In der Folge machte er sich einem Namen als Wandervogel, da er regelmäßig den Klub wechselte. Bis 2001 blieb er noch in Estland und war für den FC Flora Tallinn, den FC Kuressaare, Tulevik Viljandi und FC Levadia Tallinn aktiv.
2001 wechselte Švets ins Ausland zum russischen Zweitligisten FK Dynamo Sankt Petersburg. Da er es nicht schaffte, sich durchzusetzen, kehrte er zunächst in sein Heimatland zum FC Ajax Lasnamäe zurück. In der folgenden Spielzeit wechselte er abermals ins Ausland zum kasachischen Klub Kairat Almaty. Nach wiederum einer Spielzeit wechselte er erneut den Verein und ging wieder in die russische zweite Liga, wo er bis 2007 für Spartak Naltschik, FK Uralan Elista, Dynamo Machatschkala, Petrotrest St. Petersburg und SKA-Energija Chabarowsk auflief. 2008 stand er beim belarussischen Klub FK Smarhon unter Vertrag.
2009 kehrte Švets nach Estland zurück. Für den 2008 aus einer Fusion von Tallinna JK und SK Legion Tallinn entstandenen Klub Tallinna JK Legion lief er in der zweitklassigen Esiliiga auf, wechselte aber schon Mitte des Jahres erneut zum FC Kuressaare. Anfang 2010 zog es ihn zum FC Atletik Tallinn in die dritte Liga, wo er zum Jahresende seine Laufbahn beendete.